# Women's International Grand Prix 1976
Il Women's International Grand Prix 1976 è stato un circuito di tornei di tennis femminili che si affiancava al contemporaneo Commercial Union Assurance Grand Prix che comprendeva i tornei maschili. Questo circuito è stato organizzato direttamente dall'International Lawn Tennis Federation e comprendeva i 4 tornei del Grande Slam e i tornei cosiddetti open. Il Grand Prix femminile si affiancava al WTA Tour diviso in Virginia Slims Series e Colgate Series.

## Gennaio
| Settimana                    | Torneo                                                            | Vincitrici                                       | Finaliste                            | Semifinaliste | Eliminate ai quarti |
| ---------------------------- | ----------------------------------------------------------------- | ------------------------------------------------ | ------------------------------------ | ------------- | ------------------- |
| 26 dicembre 1975 2 settimane | Australian Open 1976 Melbourne, Australia Erba Singolare - Doppio | Evonne Goolagong Cawley 6-2 6-2                  | Renáta Tomanová                      |               |                     |
| 26 dicembre 1975 2 settimane | Australian Open 1976 Melbourne, Australia Erba Singolare - Doppio | Evonne Goolagong Cawley Helen Gourlay-Cawley 8-1 | Lesley Turner Bowrey Renáta Tomanová |               |                     |

## Febbraio
Nessun evento

## Marzo
Nessun evento

## Aprile
| Settimana | Torneo                                                                   | Vincitrici                         | Finaliste                           | Semifinaliste | Eliminate ai quarti |
| --------- | ------------------------------------------------------------------------ | ---------------------------------- | ----------------------------------- | ------------- | ------------------- |
| 26 aprile | Family Circle Cup 1976 Amelia Island, USA Terra verde Singolare - Doppio | Chris Evert 6-2 6-2                | Kerry Melville Reid                 |               |                     |
| 26 aprile | Family Circle Cup 1976 Amelia Island, USA Terra verde Singolare - Doppio | Linky Boshoff Ilana Kloss 6-3, 6-2 | Kathy Kuykendall Valerie Ziegenfuss |               |                     |

## Maggio
| Settimana               | Torneo                                                                      | Vincitrici                                                      | Finaliste                              | Semifinaliste | Eliminate ai quarti |
| ----------------------- | --------------------------------------------------------------------------- | --------------------------------------------------------------- | -------------------------------------- | ------------- | ------------------- |
| 17 maggio               | WTA German Open 1976 Amburgo, Germania Singolare - Doppio                   | Sue Barker 6-3 6-1                                              | Renáta Tomanová                        |               |                     |
| 17 maggio               | WTA German Open 1976 Amburgo, Germania Singolare - Doppio                   | Linky Boshoff Ilana Kloss 4-6, 7-5, 6-1                         | Laura DuPont Wendy Turnbull            |               |                     |
| 23 maggio               | Internazionali d'Italia 1976 Roma, Italia Singolare - Doppio                | Mima Jaušovec 6-1 6-3                                           | Lesley Hunt                            |               |                     |
| 23 maggio               | Internazionali d'Italia 1976 Roma, Italia Singolare - Doppio                | Linky Boshoff Ilana Kloss 6-2, 2-6, 7-5                         | Virginia Ruzici Mariana Simionescu     |               |                     |
| 31 maggio (2 settimane) | Open di Francia 1976 Parigi, Francia Terra rossa Singolare - Doppio - Misto | Sue Barker 6-2 0-6 6-2                                          | Renáta Tomanová                        |               |                     |
| 31 maggio (2 settimane) | Open di Francia 1976 Parigi, Francia Terra rossa Singolare - Doppio - Misto | Fiorella Bonicelli Gail Sherriff Chanfreau Lovera 6–4, 1–6, 6–3 | Kathleen Harter Helga Niessen Masthoff |               |                     |

## Giugno
| Settimana             | Torneo                                                                                    | Vincitrici                                       | Finaliste                    | Semifinaliste | Eliminate ai quarti |
| --------------------- | ----------------------------------------------------------------------------------------- | ------------------------------------------------ | ---------------------------- | ------------- | ------------------- |
| 14 giugno             | International Women's Open 1976 Eastbourne, Gran Bretagna Erba Singolare - Doppio         | Chris Evert 8-6 6-3                              | Virginia Wade                |               |                     |
| 14 giugno             | International Women's Open 1976 Eastbourne, Gran Bretagna Erba Singolare - Doppio         | Chris Evert Martina Navrátilová titolo condiviso | Ol'ga Morozova Virginia Wade |               |                     |
| 21 giugno 2 settimane | Torneo di Wimbledon 1976 Wimbledon, Londra, Gran Bretagna Erba Singolare - Doppio - Misto | Chris Evert 6-3 4-6 8-6                          | Evonne Goolagong Cawley      |               |                     |
| 21 giugno 2 settimane | Torneo di Wimbledon 1976 Wimbledon, Londra, Gran Bretagna Erba Singolare - Doppio - Misto | Chris Evert Martina Navrátilová 6-1, 3-6, 7-5    | Billie Jean King Betty Stöve |               |                     |

## Luglio
Nessun evento

## Agosto
| Settimana | Torneo                                                                            | Vincitrice                                    | Finalista                   | Semifinaliste | Eliminate ai quarti |
| --------- | --------------------------------------------------------------------------------- | --------------------------------------------- | --------------------------- | ------------- | ------------------- |
| 9 agosto  | US Clay Court Championships 1976 Indianapolis, USA Terra rossa Singolare - Doppio | Kathy May 6-4 4-6 6-2                         | Brigette Cuypers            |               |                     |
| 9 agosto  | US Clay Court Championships 1976 Indianapolis, USA Terra rossa Singolare - Doppio | Linky Boshoff Ilana Kloss 6–2, 6–3            | Laura DuPont Wendy Turnbull |               |                     |
| 16 agosto | Canada Open 1976 Toronto, Canada Terra rossa Singolare - Doppio                   | Mima Jaušovec 6-2 6-0                         | Lesley Hunt                 |               |                     |
| 16 agosto | Canada Open 1976 Toronto, Canada Terra rossa Singolare - Doppio                   | Cyntia Doerner-Seiler Janet Newberry walkover | Sue Barker Pam Teeguarden   |               |                     |

## Settembre
| Settimana                | Torneo                                                                               | Vincitrici                           | Finaliste                    | Semifinaliste | Eliminate ai quarti |
| ------------------------ | ------------------------------------------------------------------------------------ | ------------------------------------ | ---------------------------- | ------------- | ------------------- |
| 1º settembre 2 settimane | US Open 1976 Flushing Meadows, New York City, USA Cemento Singolare - Doppio - Misto | Chris Evert 6-3 6-0                  | Evonne Goolagong Cawley      |               |                     |
| 1º settembre 2 settimane | US Open 1976 Flushing Meadows, New York City, USA Cemento Singolare - Doppio - Misto | Linky Boshoff Ilana Kloss 6-1, 6-4   | Ol'ga Morozova Virginia Wade |               |                     |
| 13 settembre             | US Indoors 1976 Atlanta, USA Sintetico indoor Singolare - Doppio                     | Virginia Wade 5-7 7-5 7-5            | Betty Stöve                  |               |                     |
| 13 settembre             | US Indoors 1976 Atlanta, USA Sintetico indoor Singolare - Doppio                     | Rosie Casals Françoise Dürr 6–0, 6–4 | Betty Stöve Virginia Wade    |               |                     |
| 27 settembre             | Toray Pan Pacific Open 1976 Tokyo, Giappone Cemento Singolare                        | Betty Stöve 1-6 6-4 6-3              | Margaret Smith-Court         |               |                     |

## Ottobre
| Settimana | Torneo                                                           | Vincitrici                            | Finaliste                  | Semifinaliste | Eliminate ai quarti |
| --------- | ---------------------------------------------------------------- | ------------------------------------- | -------------------------- | ------------- | ------------------- |
| 4 ottobre | Thunderbird Classic 1976 Phoenix, USA Cemento Singolare - Doppio | Chris Evert 6-1 7-5                   | Dianne Fromholtz Balestrat |               |                     |
| 4 ottobre | Thunderbird Classic 1976 Phoenix, USA Cemento Singolare - Doppio | Billie Jean King Betty Stöve 6-2, 6-1 | Linky Boshoff Ilana Kloss  |               |                     |

## Novembre
Nessun evento

## Dicembre
Nessun evento